# 가네모토 마사미쓰
가네모토 마사미쓰(일본어: 兼本 正光, 1962년 10월 17일 ~ )는 일본의 전 축구 선수이다.

## 구단 경력
과거 비셀 고베, 파지아노 오카야마에서 활동하였다.